# جارية (رواية)
جارية، رواية صدرت في 2016 للروائية البحرينية منيرة سوار من مواليد 1975. توجت الرواية بجائزة كتارا للرواية العربية عن فئة الروايات المنشورة 2015.

## ملخص الرواية
"جارية" هي رواية تحكي قصة جوري، فتاة من أصول أفريقية، تعيش بين الصالون الأبيض وحي الحجيات. تكتشف جوري أن والدها قد توفي بعد ولادتها، وتعيش بينما تجهل هويتها الحقيقية. تتعمق الرواية في صراعاتها الشخصية والهوية، وتكتشف أنها ابنة غير شرعية تحاول البحث عن والدها. تواجه جوري تحديات العنصر العرقي والتمييز، وتحاول تحقيق أحلامها من خلال إدارة صالون تجميل. يظهر هيثم، الذي كانت تحلم بالزواج منه بسبب بشرته البيضاء، أنه يعاني من حالة شذوذ. في نهاية الرواية، تتصالح جوري مع هويتها وترتبط بعبيد، مدركة أن الحقيقة لا تكمن في لون البشرة. "جارية".
الرواية تستعرض تداخل الشخصيات والقضايا في عالم يواجه التطرف والظلم الاجتماعي والديني. تبرز قوة الروح والصراع الفكري في مقاومة "علي" لتشويهه وتجربته في مواجهة الجماعات المتطرفة. الحب والإنسانية يظلان محورًا أساسيًا، ويظهر التوازن بين التفكير العلماني والديني.
الشخصيات مثيرة للاهتمام، مع "لمعة" التي تُظهر قوة ورقي في حبها لـ "علي". يتداخل مصير الشخصيات وتتشعب القصة، مما يجعل الحياة حكاية مستمرة. الرواية تتناول قضايا الحرية، والتسامح، والتوازن بين الفكر والعاطفة في مواجهة التحديات الحديثة.

## جوائز
توجت الرواية بجائزة كتارا للرواية العربية في فئة "الروايات المنشورة" 2015.